# Bryan Greenberg
Bryan Greenberg, född 24 maj 1978 i Omaha, Nebraska, USA, är en amerikansk skådespelare.
Han är mest känd för sin roll som "Jake" i TV-serien One Tree Hill och som "Nick" i serien October Road. Han har även gästat Sopranos, Boston Public, Law & Order, Tredje Skiftet samt som Nate i bröllopsduellen. Spelar huvudrollen i HBO-serien How to make it in America. När det gäller film, har han haft en roll i The Perfect Score, där man bl.a. kan se Scarlett Johansson. Samt en mindre roll i Friends with Benefits (2011).
Han är även sångare och har sjungit tre gånger i serien One Tree Hill.
Bryan spelar mot Uma Thurman i filmen Nära och kära från 2005.